# 문일옥
문일옥(1964년 9월 3일 ~ )는 대한민국의 성우이다. 1988년 KBS에 입사했으며, 현재는 KBS 21기이다. 한국방송 성우극회 소속.

## 주요 출연작품

### 애니메이션
- 나나의 환상여행 (SBS) - 블랑슈
- 달의 요정 세일러문 (KBS) - 미나(세일러 비너스) / 한나 / 크로우 / 팡팡 / 테루루/ 세일러 레드 크로우
- 미녀와 야수 (KBS) - 둘째 언니
- 빨간망토 차차 (SBS) - 도로시
- 오리대장 꽉꽉 (SBS)
- 울트라 탐험대 (SBS) - 초록이
- 타이의 대모험 (SBS) - 금삐

### 영화
- 가을의 전설 (KBS) - 이자벨 (카리나 롬바드)
- 골치 아픈 여자 (KBS) - 가게 손님(수잔 마리 스나이더) / 에어로빅 강사(하날라 시걸)
- 귀여운 빌리 (KBS)
- 내 사랑 루시 (KBS)
- 내 생애 최고의 데이트 (SBS) - 캐시 필리 (지니퍼 굿윈)
- 데몰리션 맨 (SBS) - 여자 아이(케이시 월레스)
- 슈퍼맨 3 (SBS)
- 에일리언 2 (SBS)
- 영웅본색 3 (SBS) - 령(장가이)
- 오멘, 최후의 심판 (SBS)
- 포이즌 아이비 (SBS)
- 프리퀀시 (SBS)
- FBI 기동타격대 (SBS)
- 007 두 번 산다 (KBS) - 키시(하마 미에) / 중국 여성(차이친)

### 외화
- 타임 트랙스(SBS) - 비키니 걸